# Xã Lawrence, Quận Clearfield, Pennsylvania
Xã Lawrence (tiếng Anh: Lawrence Township) là một xã thuộc quận Clearfield, tiểu bang Pennsylvania, Hoa Kỳ. Năm 2010, dân số của xã này là 7.681 người.